# Freehold
Freehold is een plaats (borough) in de Amerikaanse staat New Jersey, het valt bestuurlijk gezien onder Monmouth County.
De stad ligt tussen New York en Philadelphia.

## Demografie
Bij de volkstelling in 2000 werd het aantal inwoners vastgesteld op 10.976.
In 2006 is het aantal inwoners door het United States Census Bureau geschat op 11.394, een stijging van 418 (3,8%).

## Geografie
Volgens het United States Census Bureau beslaat de plaats een oppervlakte van
5,2 km², geheel bestaande uit land. Freehold ligt op ongeveer 29 m boven zeeniveau.

## Geboren
- Rebecca Soni (1987), zwemster

## Plaatsen in de nabije omgeving
De onderstaande figuur toont nabijgelegen plaatsen in een straal van 12 km rond Freehold.